# Tarachidia mora
Tarachidia mora là một loài bướm đêm trong họ Noctuidae.